# سیارک ۲۰۴۵۱
سیارک ۲۰۴۵۱ (به انگلیسی: 20451 Galeotti، نامگذاری:1999JR134) بیست هزار و چهارصد و پنجاه و یکمین سیارک کشف شده است که در ۱۵ مه ۱۹۹۹ کشف شد.
قدر مطلق سیارک برابر ۱۳٫۵ است.